# Erythrolamprus triscalis
Espèce
Synonymes
- Coluber triscalis Linnaeus, 1758
- Liophis triscalis (Linnaeus, 1758)

Erythrolamprus triscalis  est une espèce de serpents de la famille des Dipsadidae.

## Répartition
Cette espèce est endémique de l'île de Curaçao.

## Publication originale
- Linnaeus, 1758 : Systema naturae per regna tria naturae, secundum classes, ordines, genera, species, cum characteribus, differentiis, synonymis, locis, ed. 10 (texte intégral).